# Église Saint-Nicolas de Kraljevci
Pour les articles homonymes, voir Église Saint-Nicolas.
L'église Saint-Nicolas de Kraljevci (en serbe cyrillique : Црква Светог Николе ; en serbe latin : Crkva Svetog Nikole) est une église orthodoxe serbe située à Kraljevci en Serbie, dans la municipalité de Ruma et dans la province de Voïvodine. Construite dans la seconde moitié du XVIIIe siècle, elle est inscrite sur la liste des monuments culturels de grande importance de la république de Serbie (identifiant no SK 1303).

## Présentation

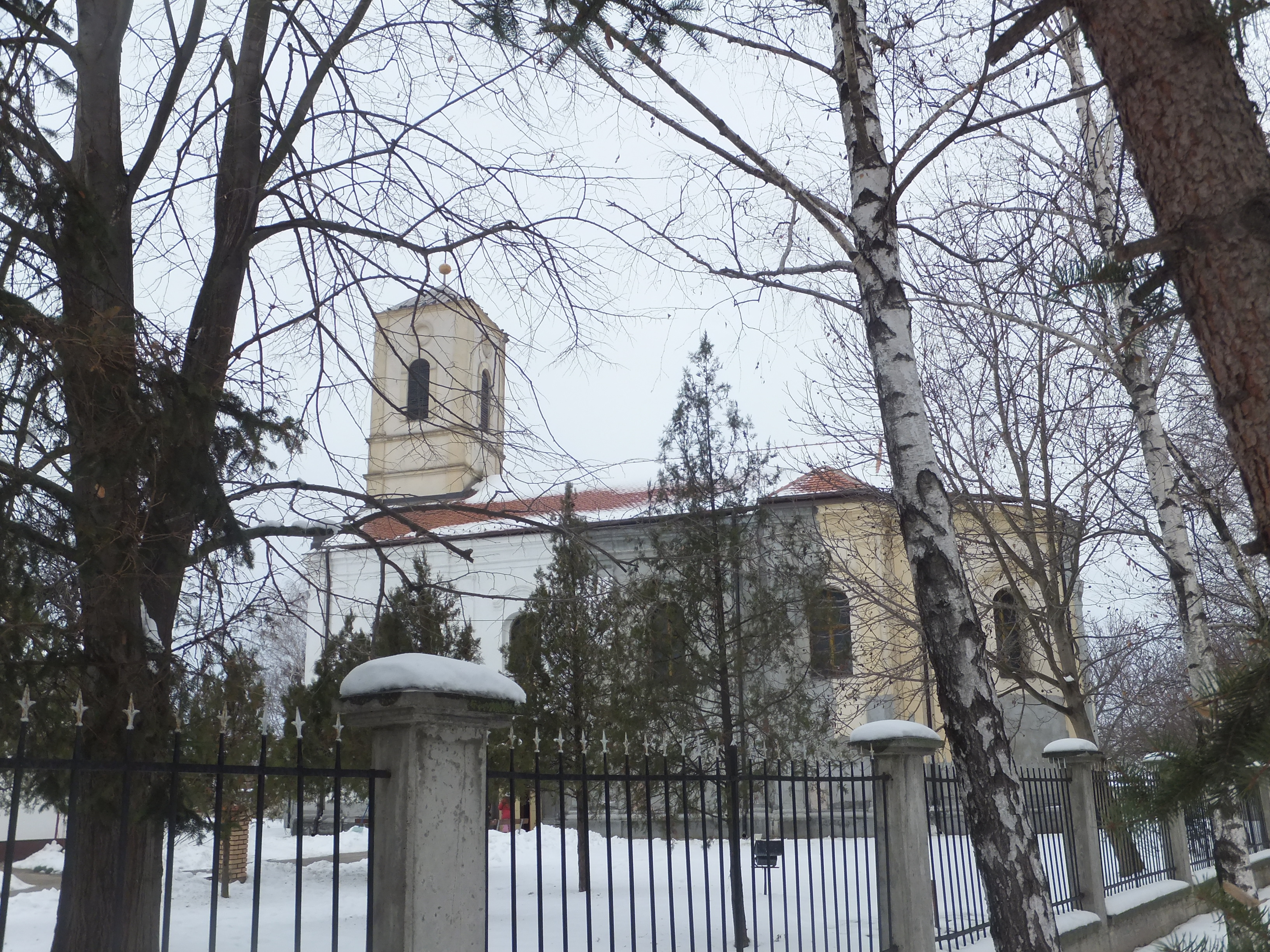
Autre vue de l'église.

L'église Saint-Nicolas a été construite dans la seconde moitié du XVIIIe siècle, dans le style baroque caractéristique de la région. Elle constituée d'une nef unique prolongé par une abside demi-circulaire et, à l'ouest, elle dominée par haut clocher. Les façades sont rythmées par des pilastres surmontés de chapiteaux qui encadrent des fenêtres en plein cintre, par un socle et par une corniche moulurée. 
L'iconostase, de style baroque, a été sculptée par Arsenije Marković dans les années 1760 et peinte par Jakov Orfelin entre 1792 et 1794.
L'église a été endommagée pendant la Seconde Guerre mondiale et les icônes ont été transférées dans la galerie de la Matica srpska à Novi Sad. Après la restauration de l'église, elles ont retrouvé leur emplacement originel.